# 胡家店站
胡家店站是位于吉林省通榆县胡家店村的一个铁路车站，邮政编码137202。车站建于1972年，有平齐铁路经过该站，现不办理客货运业务，车站及其上下行区间均未电气化。车站距离四平站263公里，隶属哈尔滨铁路局，是五等站。

## 历史
建于1972年。